# Michael Fasham
Michael John Robert Fasham FRS (Edgware, Barnet, 29 de maio de 1942 – 7 de junho de 2008) foi um oceanógrafo britânico.

A diagram of the Fasham, Ducklow & McKelvie (1990) open ocean plankton ecosystem model

Fasham foi eleito membro da Royal Society em 2000.